# エセキエル・ラベッシ
エセキエル・イバン・ラベッシ（Ezequiel Iván Lavezzi、1985年5月3日 - ）は、アルゼンチン・サンタフェ州ビジャ・ゴベルナドール・ガルベス出身の元サッカー選手。元アルゼンチン代表。ポジションはフォワード。イタリア系アルゼンチン人である。ニックネームは「El Pocho」。

## 経歴

### クラブ

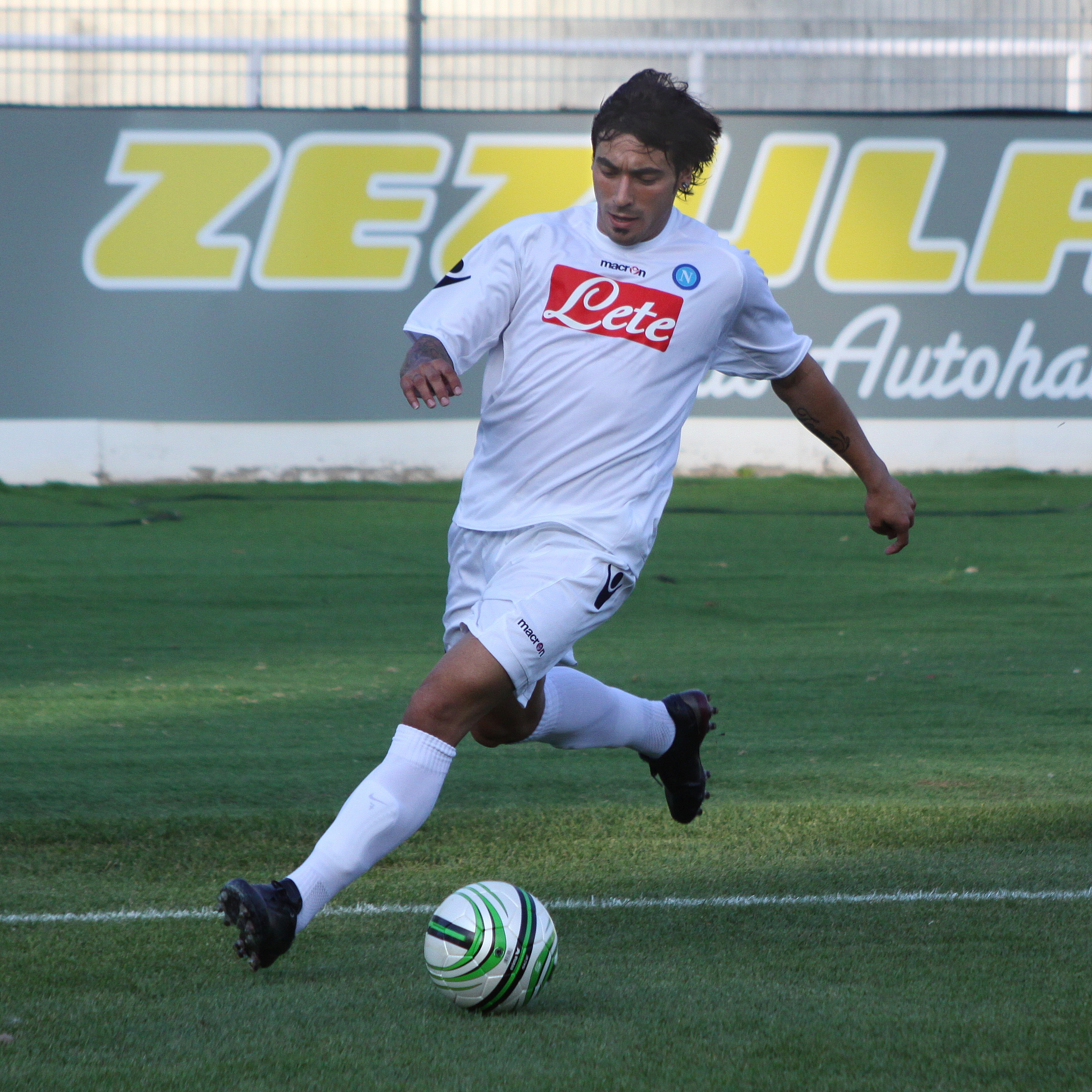
ナポリ時代のラベッシ (2009)

10歳から17歳までをボカ・ジュニアーズのユースで過ごす。18歳のときに3部リーグ所属のエストゥディアンテス・デ・ブエノスアイレスへと移籍。ここで39試合17得点を記録した彼にイタリアのジェノアCFCが目をつけ獲得に至るが、本人の希望がアルゼンチンでプレーし続けることであったため、CAサン・ロレンソ・デ・アルマグロへのローン移籍が決まる。
2005年にはサン・ロレンソへの完全移籍が決まり、クラブのエースとして活躍。2007年アルゼンチン後期リーグでは初の優勝を経験した。
2007年7月5日、イタリアのSSCナポリに移籍。母国の英雄であり、同クラブの元選手であるディエゴ・マラドーナの再来として注目されていた。
2008年夏のカヴェーゼとの練習試合では背番号10を身につけて試合を行なった。ディエゴ・マラドーナの永久欠番となっていた10番を着たのはロベルト・ソサとラベッシのみである。

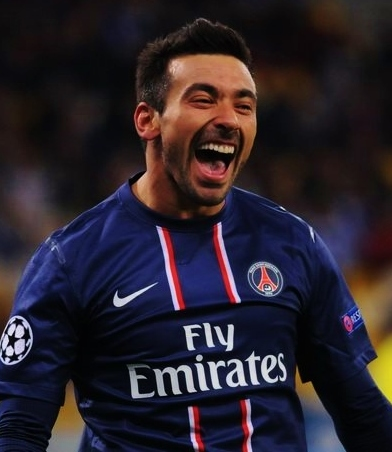
PSG時代のラベッシ (2012)

そしてナポリサポーターのイタリア人アーティストであるアンドレア・ナポレオーネがTutti pazzi per Lavezziを、フランチェスコ・レンツィがPochaをそれぞれラベッシ応援歌として曲を制作している。
2010-11シーズンは、マレク・ハムシーク、エディンソン・カバーニらとともにチャンピオンズリーグ出場権内の3位と奮闘し、ハムシク、カバーニとのトリオは「三大テノール」とも呼ばれた。
2011-12シーズンはチャンピオンズリーグでベスト16に進出も、国内では5位とチャンピオンズリーグ出場を逃した。
シーズン終了後、パリ・サンジェルマンに移籍決定。契約は2016年までとなる。背番号は11番。2013-14シーズンから22番に背番号を変更。
2016年2月17日、中国・スーパーリーグの河北華夏幸福へ完全移籍することを発表した。河北華夏幸福のクラブ公式微博（ウェイボー／中国版 ツイッター）が伝えた。中国メディア『新浪スポーツ』によれば、2015年12月からパリ・サンジェルマンと河北華夏幸福の両クラブ間で交渉が行われており、移籍金は550万ユーロ（約7億1500万円）とされている。同じく中国スーパーリーグに移籍したカルロス・テベスは世界最高給の3800万ユーロ（約47億円）とされたが、ラベッシの年俸は日本円にして約60億円でこれを実際は上回るとも報じられてる。背番号は「10」番。2017シーズンより背番号を「22」番へ変更した。
2019年11月27日、同年限りでの現役引退を表明した。

### 代表
アルゼンチン代表には、2007年4月18日のチリ戦でデビュー。2008オリンピックでアルバニアとの親善試合で、A代表初得点を挙げた。同年11月11日の2014 FIFAワールドカップ・南米予選のボリビア戦ではチ

## エピソード
- アルゼンチン時代には「ゴールの達人」と呼ばれ、イタリアでは「稲妻」の愛称をもらっている。また、彼の地元の隣の市にあるCAロサリオ・セントラルの熱狂的なサポーターで、セントラルのタトゥーを彫っている。
- 2014年2月12日、母国アルゼンチンで叔父が何者かに射殺されるという事件が起きた[6]。

## 代表歴

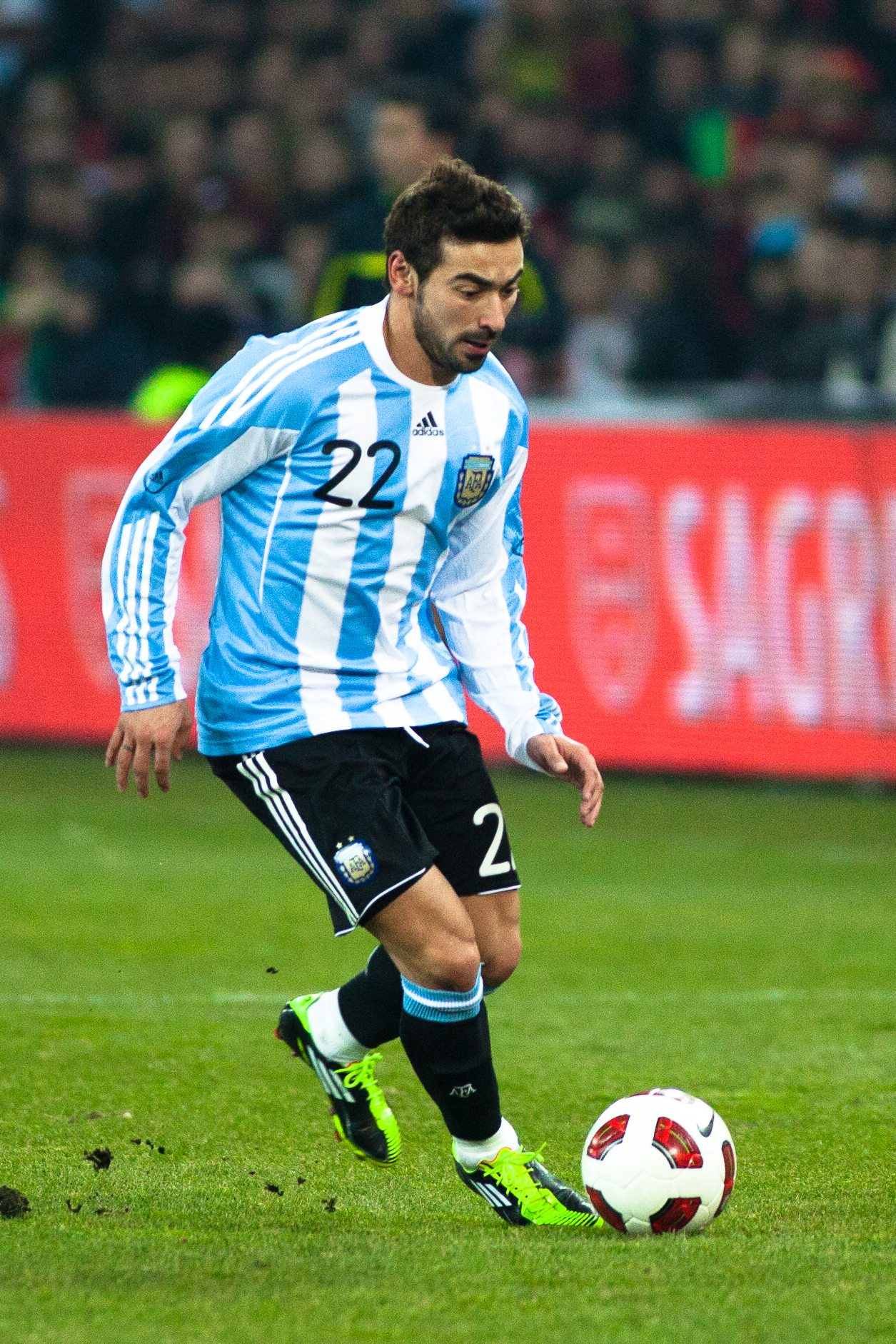
代表でプレーするラベッシ

### 出場大会
- U-23アルゼンチン代表
  - 2008年 - 北京オリンピック（金メダル）
- アルゼンチン代表
  - 2011年 - コパ・アメリカ2011（準々決勝敗退）
  - 2014年 - 2014 FIFAワールドカップ（準優勝）
  - 2015年 - コパ・アメリカ2015（準優勝）
  - 2016年 - コパ・アメリカ・センテナリオ（準優勝）

### 試合数
- 国際Aマッチ 51試合 9得点（2007年-2016年）[7]

| アルゼンチン代表 | 国際Aマッチ | 国際Aマッチ |
| 年               | 出場        | 得点        |
| ---------------- | ----------- | ----------- |
| 2007             | 2           | 0           |
| 2008             | 1           | 0           |
| 2009             | 3           | 0           |
| 2010             | 3           | 0           |
| 2011             | 7           | 2           |
| 2012             | 4           | 0           |
| 2013             | 8           | 2           |
| 2014             | 9           | 0           |
| 2015             | 11          | 3           |
| 2016             | 3           | 2           |
| 通算             | 51          | 9           |

### 得点
| #  | 日付           | 場所                                     | 対戦相手       | スコア | 結果  | 試合                              |
| -- | -------------- | ---------------------------------------- | -------------- | ------ | ----- | --------------------------------- |
| 1. | 2011年6月20日  | ブエノスアイレス、エル・モヌメンタル     | アルバニア     | 1 - 0  | 4 - 0 | 親善試合                          |
| 2. | 2011年11月11日 | ブエノスアイレス、エル・モヌメンタル     | ボリビア       | 1 - 1  | 1 - 1 | 2014 FIFAワールドカップ・南米予選 |
| 3. | 2013年10月11日 | ブエノスアイレス、エル・モヌメンタル     | ペルー         | 1 - 1  | 3 - 1 | 2014 FIFAワールドカップ・南米予選 |
| 4. | 2013年10月11日 | ブエノスアイレス、エル・モヌメンタル     | ペルー         | 2 - 1  | 3 - 1 | 2014 FIFAワールドカップ・南米予選 |
| 5. | 2015年9月4日   | ヒューストン、BBVAコンパス・スタジアム   | ボリビア       | 1 - 0  | 7 - 0 | 親善試合                          |
| 6. | 2015年9月4日   | ヒューストン、BBVAコンパス・スタジアム   | ボリビア       | 3 - 0  | 7 - 0 | 親善試合                          |
| 7. | 2015年11月13日 | ブエノスアイレス、エル・モヌメンタル     | ブラジル       | 1 - 0  | 1 - 1 | 2018 FIFAワールドカップ・南米予選 |
| 8. | 2016年6月14日  | シアトル、センチュリーリンク・フィールド | ボリビア       | 2 - 0  | 3 - 0 | コパ・アメリカ・センテナリオ      |
| 9. | 2016年6月21日  | ヒューストン、NRGスタジアム              | アメリカ合衆国 | 1 - 0  | 4 - 0 | コパ・アメリカ・センテナリオ      |

## タイトル

### クラブ
CAサン・ロレンソ・デ・アルマグロ
- プリメーラ・ディビシオン : 2006-07C

パリ・サンジェルマンFC
- リーグ・アン : 2012-13, 2013-14, 2014-15
- クープ・ドゥ・ラ・リーグ : 2013-14, 2014-15
- クープ・ドゥ・フランス : 2014-15
- トロフェ・デ・シャンピオン : 2013, 2014, 2015

### 代表
U-23アルゼンチン代表
- オリンピックサッカー : 2008